# Michael Golden
Michael Golden   (1 d'octubre de 1945) és un dibuixant i escriptor de còmics estatunidenc principalment conegut pel seu treball des de finals de la dècada de 1970 a The Micronauts i The 'Nam de Marvel Comics, així com per la seva cocreació dels personatges Rogue i Bucky O'Hare.
La seva obra va influir en altres artistes com Arthur Adams. i Chris Bachalo.

## Carrera
Després de començar la seva carrera d'il·lustració en l'art comercial, Golden va entrar a la indústria del còmic a finals de 1977, treballant en títols de DC Comics com Mister Miracle i Batman Family. El seu primer treball per a Marvel va ser «The Cask of Amontillado», una història de complement a Marvel Classics Comics nº 28 (1977) adaptant un conte d'Edgar Allan Poe. El 1978, va col·laborar amb Bill Mantlo als Micronauts de Marvel que va il·lustrar durant els 12 primers números de la sèrie. Va dibuixar diverses sèries de Marvel al llarg dels anys 70 i 80, com Doctor Strange, el magazín de còmics en blanc i negre Howard the Duck i Marvel Fanfare. L'escriptor Chris Claremont va cocrear Rogue amb Golden a The Avengers Annual nº 10 (1981). A Continuity Comics, Golden i l'escriptor Larry Hama van presentar Bucky O'Hare a Echo of Futurepast nº 1 (maig de 1984). De tornada a Marvel, la sèrie 'Nam va ser llançada el 1986 per Doug Murray i Golden. Golden va dibuixar portades per a les sèries amb llicència GI Joe: A Real American Hero, Rom, US 1 i The Saga of Crystar. Golden també va dibuixar la portada de Marvel No-Prize Book. A principis de la dècada de 1990, Golden va ser editor de DC Comics i més tard durant la dècada va ser director sènior d'art de Marvel Comics. A la dècada del 2000, va dibuixar portades de Nightwing de DC Comics, Superman: The Man of Steel i Vigilante. Malgrat la seva considerable quantitat de treball en còmics, Golden ha afirmat que encara troba que la publicitat i el disseny comercial són més satisfactoris que els còmics, perquè "cada vegada és una cosa diferent".
L'estil artístic de Golden va inspirar més tard a diversos creadors de còmics posteriors, inclòs Arthur Adams i Chris Bachalo. Glenn Danzig també es va apropiar del treball de Golden com a logotip de les seves bandes Samhain i Danzig. Està representat per Renée Witterstaetter (antiga colorista, escriptora i editora de còmics) d'Eva Ink Publishing.
En una entrevista de 1997 a la revista Wizard, Golden va explicar que no havia assistit a una convenció de còmics des del 1979, perquè se sent incòmode amb el culte a la personalitat als creadors de còmics. A la dècada de 2000, però, se sabia que feia aparicions a convencions.

## Obra

### Art interior

#### Continuity
- Bucky O'Hare nº 1–2, 4–5 (1991–92)
- Echo of Futurepast (Bucky O'Hare) nº 1–6 (1984–85)

#### DC Comics
- Batman nº 295 [a] ("Unsolved Cases of The Batman") nº 303 (1978)
- Batman Special nº 1 (1984)
- Batman Family (Man-Bat) nº 15–17; (Batman) nº 18–20 (1978)
- Batman: Legends of the Dark Knight Annual nº 1 (1991)
- Batman: Odyssey nº 1 (2010)
- Batman: Odyssey vol. 2 nº 1–2 (2011–2012)
- Birds of Prey nº 66 (2004)
- DC Special Series (Batman) nº 15 (1978)
- Deathstroke, The Terminator nº 12 (1992)
- Detective Comics (històries de The Demon i Bat-Mite) nº 482 (1979)
- Ghosts nº 67, 88 (1978–1980)
- House of Mystery nº 257, 259, 266 (1978–1979)
- House of Secrets (Abel) nº 148–149 (una pàgina a cadascun), nº 151 (1977–1978)
- Justice League Europe Annual nº 2 (tintes a quatre pàgines sobre el dibuix de John Beatty, entre altres artistes) (1991)
- Mister Miracle nº 23–25 (1978)
- Mystery in Space nº 113 (1980)
- Secrets of Haunted House nº 10 (1978)
- Superman: The Man of Steel Galeria nº 1 (pin-up) (1995)
- Who's Who in the DC Universe (perfil de Man-Bat) nº 12; (per fil de Blackfire) nº 13 (dues pàgines a cadascun) (1991)

#### Marvel Comics
- The Avengers Annual nº 10 (1981)
- Bizarre Adventures nº 25, 28 (1981)
- Daredevil vol. 2 nº 65 (cinc pàgines, entre altres artistes) (2004)
- Defenders nº 53–54 (entre altres artistes) (1977)
- Doctor Strange nº 46, 55 (1981–1982)
- Epic Illustrated nº 3–4, 32 (1980–1985)
- Fantastic Four Roast nº 1 (dues pàgines, entre altres artists) (1982)
- G.I. Joe Yearbook nº 2 (1986)
- Howard the Duck (magazine en blanc i negre) nº 1, 5–6 (1979–1980)
- Marvel Classics Comics nº 28 (1977)[b]
- Marvel Fanfare nº 1–2, 4, 45, 47 (1982–1989)
- Marvel Holiday Special (Wolverine) (1992)
- Marvel: Shadows and Light (Doctor Strange) nº 1 (1997)
- Micronauts nº 1–12 (1979)
- Mutant X nº 12 (un pinup) (1999)
- The 'Nam nº 1–11, 13 (1986–1987)
- Official Handbook of the Marvel Universe nº 10 (1983)
- Official Handbook of the Marvel Universe Deluxe Edition nº 12 (1986)
- Savage Tales vol. 2 nº 1, 4 (cinc pàgines) (1985–1986)
- Star-Lord, The Special Edition nº 1 (seqüència d'enquadrament) (1982)
- Star Wars nº 38 (1980)
- Uncanny X-Men nº 273, Annual nº 7 (1983–1991)

#### Altres editorials
- Toyboy nº 7 (1989) (Continuity Comics)
- Jackie Chan's Spartan X: Hell-Bent-Hero-For-Hire nº 3 (1998) (Image Comics)
- Jackie Chan's Spartan X: The Armor of Heaven nº 1-3 (1997) (Topps Comics)

### Portades

#### DC Comics
- Adventures of Superman nº 590
- Batman nº 484–485
- Batman: Cyber Revolution nº 1–2
- Detective Comics nº 625, 626, 628–631, 633, 644–646
- Nightwing nº 66–77
- Ocean nº 1–6 (WildStorm)
- Robo Dojo nº 1–6 (WildStorm)
- Showcase 93 nº 4 (1993)
- Superman: The Man of Steel nº 127–128
- Vigilante nº 1–4

#### Marvel Comics
- Alpha Flight nº 84
- Doctor Strange nº 42, 43, 44, 55
- Fantastic Four: World's Greatest Comic Magazine nº 2
- G.I. Joe A Real American Hero nº 23, 27, 29, 36, 116-118
- G.I. Joe Yearbook nº 1, 2
- Marvel No-Prize Book nº 1
- Micronauts nº 13–24, 38, 39, 59
- Mutant X nº 24–31
- New Exiles nº 1–3
- Nomad vol. 2 nº 19, 22–25
- Peter Parker: Spider-Man, vol. 2, Annual 2001
- The Punisher vol. 2 nº 50–51, 53, 58, 86–87, Annual nº 4
- Punisher Armory nº 9–10
- The Punisher War Journal nº 25–30, 40, 61–64
- The Punisher War Zone nº 17–19, 23–25, Annual nº 1
- Rom nº 7–11, 19
- Savage She-Hulk nº 8–11
- Savage Sword of Conan nº 98, 101, 105–106, 117, 124, 150
- Savage Tales vol. 2, nº 1
- The 'Nam nº 1-13, 39, 42, 66, 79-81
- Transformers nº 2

#### Altres editorials
- G.I. Joe: America's Elite nº 36 (Devil's Due Publishing)
- Out of the Vortex nº 8 (Dark Horse Comics)
- Team 7: Dead Reckoning nº 1–4 (Image Comics)
- Union nº 8–10 (Image Comics)
- The X-Men companion nº 1 (Fantagraphics Books)

### Portafolis i llibres d'art
- Doctor Strange (Marvel)
- Michael Golden's Jurassic Park Portfolio One (Image/Eva Ink)
- Michael Golden's Jurassic Park Portfolio Two (Image/Eva Ink)
- Michael Golden's Monsters (Image/Eva Ink 2006)
- Excess: The Art of Michael Golden (Vanguard)
- Manga Bucky O'Hare (Vanguard)
- In the Studio with Michael Golden (TwoMorrows)
- Michael Golden: Heroes and Villains (Eva Ink)
- Michael Golden: MORE Heroes and Villains (Eva Ink)
- Michael Golden: Alchemy (Eva Ink)